# Skrajna Giewoncka Baszta

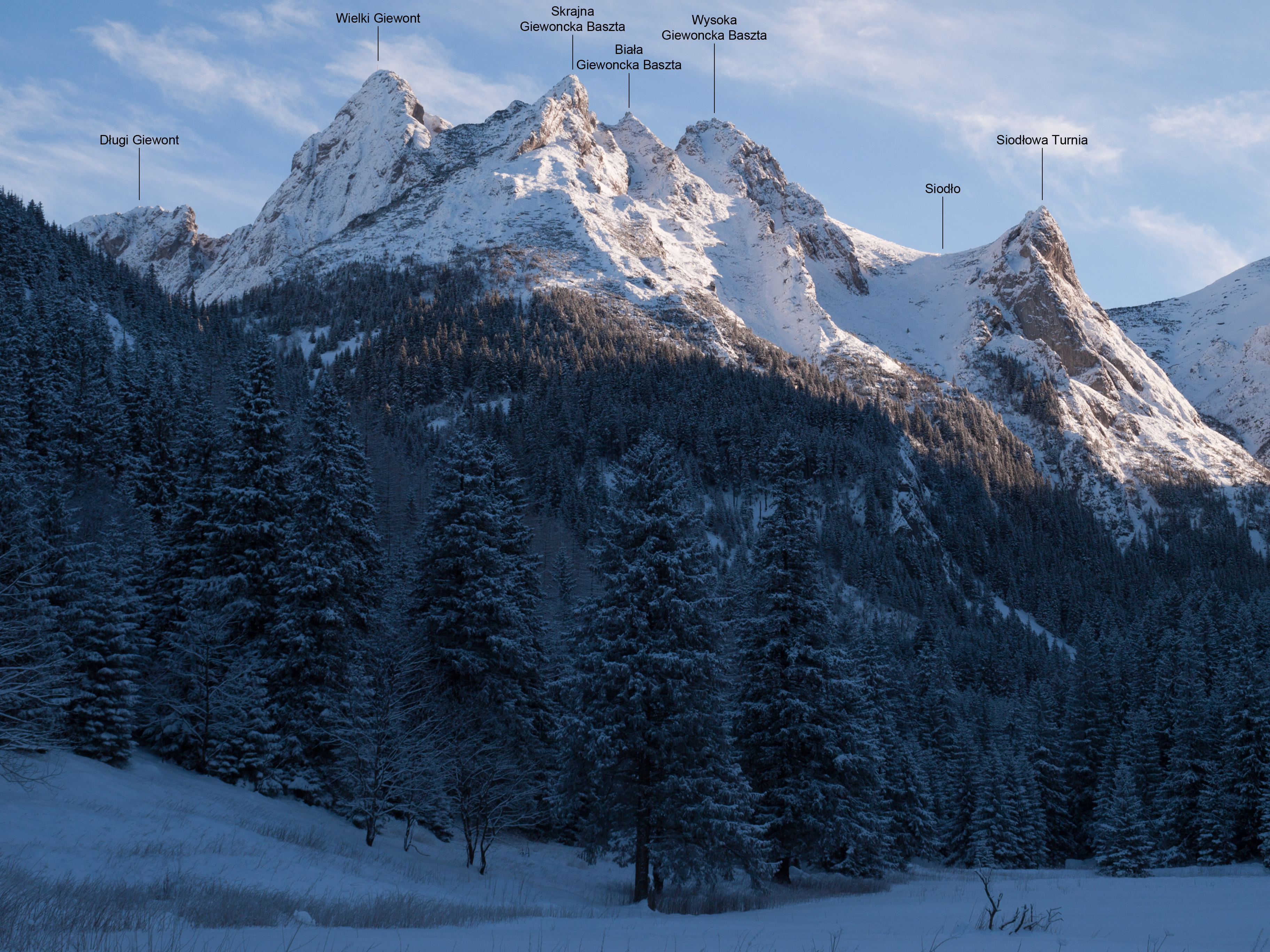
Widok z Doliny Małej Łąki

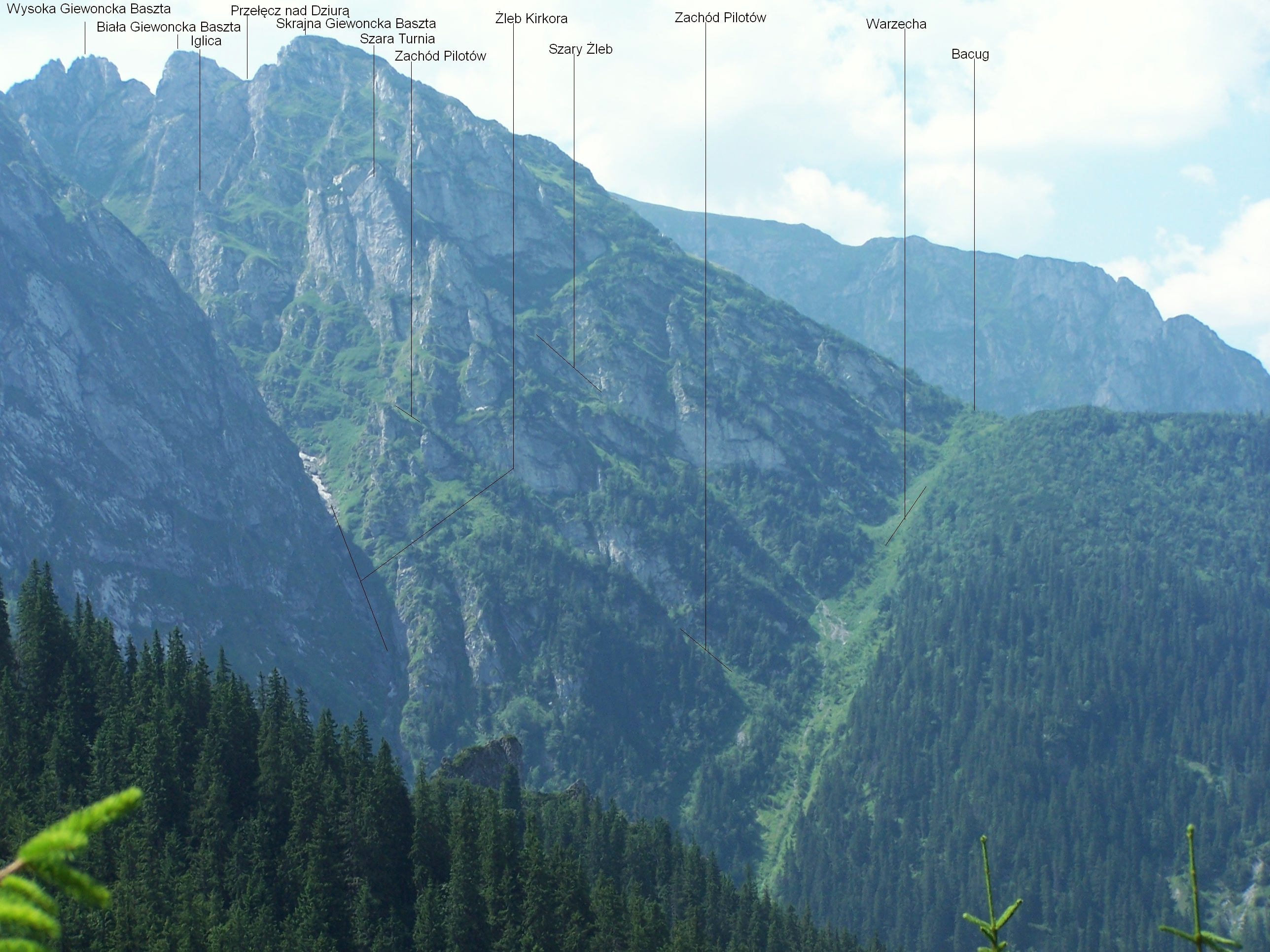
Widok na Mały Giewont od wschodniej strony

Skrajna Giewoncka Baszta (1725 m) – jedna z turni w Małym Giewoncie w Tatrach Zachodnich. Znajduje się na jego północnym krańcu, pomiędzy przełęczą Bacuch i Przełęczą nad Dziurą. Zachodnie stoki opadają do Doliny Małej Łąki, północne do żlebu Warzecha, wschodnie do Żlebu Kirkora. Podawana na wielu mapach wysokość Małego Giewontu odnosi się najprawdopodobniej do tej właśnie turni, wydaje się ona bowiem z Zakopanego najwyższa, dla austriackich kartografów była też najłatwiej dostępna.
Wśród wszystkich turni Małego Giewontu ta ma najbardziej skomplikowaną topografię. Odchodzi od niej 5 grani i żeber, przy czym niektóre z nich niżej znów się rozgałęziają:
- zachodnie, zakończone turnią Olejarnia z 40-metrową ścianą południowo-zachodnią,
- północno-zachodnie, opadające do przełęczy Bacug,
- północno-wschodnie, z dwuwierzchołkową Szarą Turnią, której wschodnia ściana mierzy ok. 80 m wysokości,
- wschodnie, zakończone Iglicą, opadającą do Żlebu Kirkora 80-metrową ścianą,
- południowo-wschodnie opadające do Przełęczy nad Dziurą[1].

Pomiędzy tymi wypukłymi formacjami skalnymi znajduje się kilka żlebów: Żleb z Progiem, Szary Żleb, bezimienny wschodni żleb i Dwojak, mający w górnej części dwa ramiona.
Skrajna Giewoncka Baszta wzbudziła największe zainteresowanie taterników spośród turni Małego Giewontu. Łatwo dostać się można na nią tylko z Bacugu, na pozostałe strony opada ścianami i skalnymi żebrami. Występuje w niej także kilka mniejszych turni, niektóre z nich do dzisiaj są bezimienne. Wiadomo, że już w XIX wieku w Małym Giewoncie wspinali się Karol Potkański i Mieczysław Karłowicz, nie pozostawili jednak opisów przejść. W latach 80. i 90. XX wieku taternicy przeszli w jej masywie kilka dróg wspinaczkowych. Pierwsze odnotowane przejścia:
- Z Warzechy Szarym Żlebem na szczyt – Władysław Cywiński ok. 1985 r. Przejście dwoma wariantami, prawdopodobnie znane od dawna.
- Ze Żlebu Kirkora wschodnim żlebem opadającym spod wierzchołka Skrajnej Giewonckiej Baszty. W żlebie tym są 3 progi o wysokości 15, 30 i 10 m. Przejścia możliwe kilkoma wariantami. Pierwsze przejścia: Jan Krzysztoń i Andrzej Ziarnko zimą 1989 r., Wojciech Mateja 17 kwietnia 1992 r. (innym wariantem), oraz Jacek Bilski i Władysław Cywiński 4 kwietnia 1992 r. (innym wariantem). Brak przejść letnich[1].
- Wschodnim żebrem Skrajnej Giewonckiej Baszty: Andrzej Lejczak i Mieczysław Ziach 4 kwietnia 1992 r.

Jak cały masyw Małego Giewontu zbudowana jest ze skał osadowych – wapieni i dolomitów. Południowo-zachodnimi podnóżami prowadzi czerwono znakowany szlak turystyczny z Przełęczy w Grzybowcu na Wyżnią Kondracką Przełęcz. Przecina on zachodnie żebro Skrajnej Giewonckiej Baszty.